# Halenia insignis
Halenia insignis är en gentianaväxtart som beskrevs av C. K. Allen. Halenia insignis ingår i släktet Halenia och familjen gentianaväxter. Inga underarter finns listade i Catalogue of Life.